# Korsmåra
Korsmåra (Cruciata laevipes) är en måreväxtart som beskrevs av Philipp Filip Maximilian Opiz. Enligt Catalogue of Life ingår Korsmåra i släktet korsmåror och familjen måreväxter, men enligt Dyntaxa är tillhörigheten istället släktet korsmåror och familjen måreväxter. Arten förekommer tillfälligt i Sverige, men reproducerar sig inte. Inga underarter finns listade i Catalogue of Life.